# UCI Oceania Tour 2014
L'UCI Oceania Tour 2014 és la desena edició de l'UCI Oceania Tour, un dels cinc circuits continentals de ciclisme de la Unió Ciclista Internacional. Està format per dos proves, organitzades entre el 29 de gener i el 9 de febrer de 2014 a Oceania.

## Calendari de les proves

### Gener
| Data | Cursa                     | Cat. | Vencedor     | Equip            |
| ---- | ------------------------- | ---- | ------------ | ---------------- |
| 29-2 | New Zealand Cycle Classic | 2.2  | Michael Vink | Budget Forklifts |

### Febrer
| Data | Cursa                                        | Cat. | Vencedor        | Equip                          |
| ---- | -------------------------------------------- | ---- | --------------- | ------------------------------ |
| 5-9  | Herald Sun Tour                              | CC   | Simon Clarke    | Orica-GreenEDGE                |
| 20   | Campionat d'Oceania de contrarellotge sub-23 | CC   | Harry Carpenter | Equip nacional d'Austràlia     |
| 21   | Campionat d'Oceania de contrarellotge        | CC   | Joseph Cooper   | Equip nacional de Nova Zelanda |
| 22   | Campionat d'Oceania en ruta sub-23           | CC   | Robert Power    | Equip nacional d'Austràlia     |
| 23   | Campionat d'Oceania en ruta                  | CC   | Luke Durbridge  | Equip nacional d'Austràlia     |

## Classificacions
- Font: UCI Oceania Tour

| Pos. | Ciclista                    | Equip                 | Punts |
| ---- | --------------------------- | --------------------- | ----- |
| 1.   | Robert Power (AUS) *        | -                     | 70    |
| 2.   | Michael Vink (NZL)          | Budget Forklifts      | 66    |
| 3.   | Brenton Jones (AUS)         | Avanti Racing         | 45    |
| 4.   | Bernard Sulzberger (AUS)    | Drapac                | 40    |
| 5.   | James Oram (NZL) *          | Bissell Development   | 38    |
| 6.   | Jack Haig (AUS) *           | Avanti Racing         | 38    |
| 7.   | Robert-Jon McCarthy (AUS) * | An Post-ChainReaction | 36    |
| 8.   | Neil Van der Ploeg (AUS)    | Avanti Racing         | 34    |
| 9.   | William Clarke (AUS)        | Drapac                | 26    |
| 10.  | Tommy Nankervis (AUS)       | Budget Forklifts      | 25    |

| Pos. | Equip                      | País         | Punts |
| ---- | -------------------------- | ------------ | ----- |
| 1.   | Avanti Racing              | Austràlia    | 174   |
| 2.   | Drapac                     | Austràlia    | 156   |
| 3.   | Budget Forklifts           | Austràlia    | 118   |
| 4.   | An Post-ChainReaction      | Irlanda      | 44    |
| 5.   | Rapha Condor JLT           | Regne Unit   | 40    |
| 6.   | Bissell Development        | Estats Units | 38    |
| 7.   | Madison Genesis            | Regne Unit   | 26    |
| 8.   | OCBC Singapore Continental | Singapur     | 17    |
| 9.   | Synergy Baku Project       | Azerbaidjan  | 9     |
| 10.  | Unitedhealthcare           | Estats Units | 5     |

| Pos. | País         | Punts |
| ---- | ------------ | ----- |
| 1.   | Austràlia    | 1332  |
| 2.   | Nova Zelanda | 511   |

| Pos. | País         | Punts |
| ---- | ------------ | ----- |
| 1.   | Austràlia    | 800   |
| 2.   | Nova Zelanda | 127   |